# Слабковский, Иван Кононович
Иван Кононович Слабковский (1919—2007) — сельскохозяйственный деятель Смоленской области, участник Великой Отечественной войны, Герой Социалистического Труда (1958).

## Биография

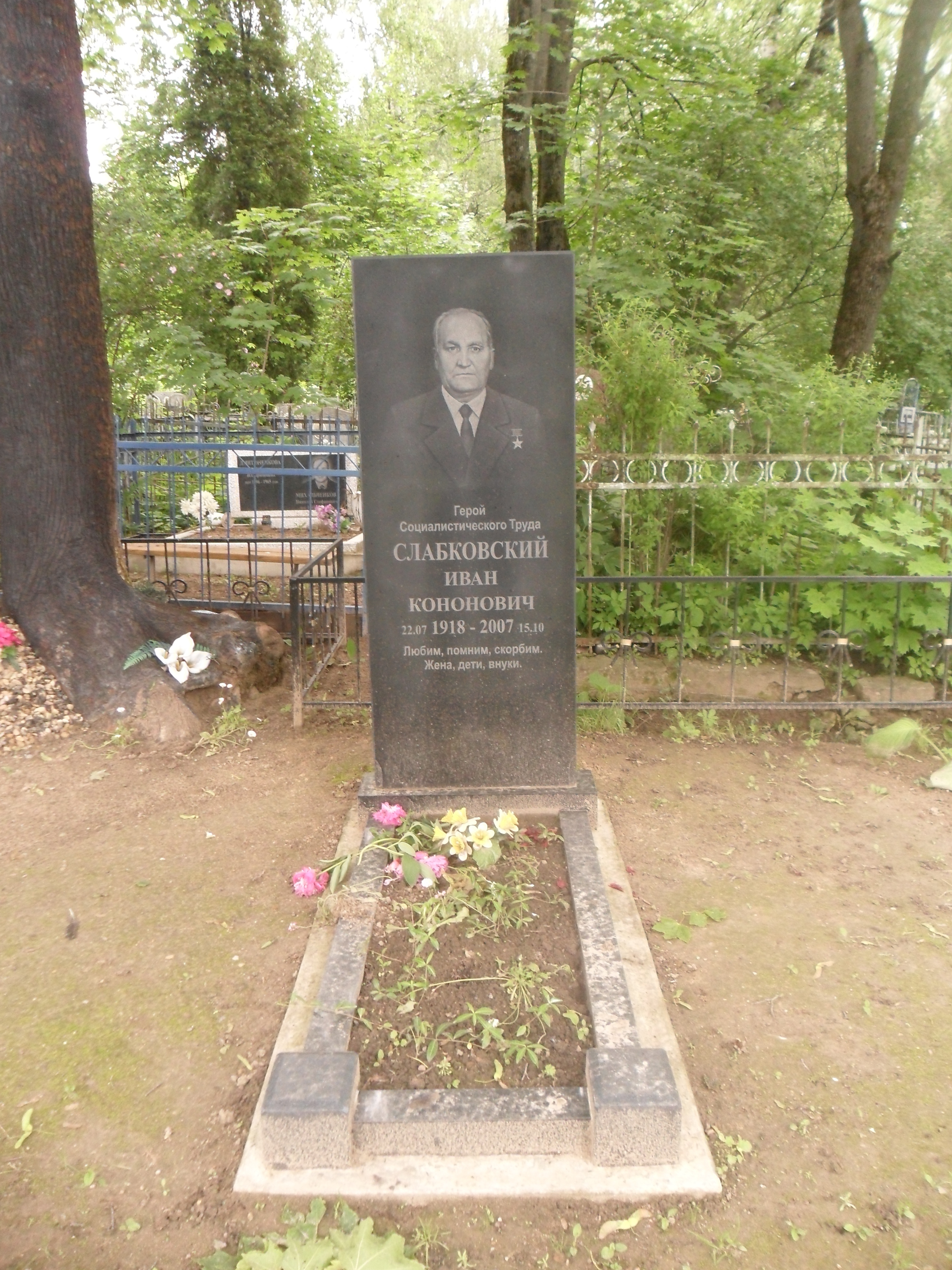
Могила Слабковского на Братском кладбище Смоленска.

Иван Слабковский родился 22 июля 1918 года в селе Богдановка (ныне — Александровка Пирятинского района Полтавской области Украины). В 1938 году он окончил зоотехнический техникум, после чего работал зоотехником райземотдела Нехворищского района. В декабре 1938 года был призван на службу в Рабоче-крестьянскую Красную Армию. Проходил службу в железнодорожных войсках Дальневосточного военного округа. Принимал участие в Великой Отечественной войне, командовал взводом 4-й отдельной железнодорожной бригады, воевал на Юго-Западном, Западном, 2-м Белорусском фронтах. В 1947 году уволился из Советской Армии и приехал в Смоленскую область. В 1948 году вступил в ВКП(б). Первоначально работал зоотехником в Рославльском районном отделе сельского хозяйства, затем директором одногодичной сельскохозяйственной школы младших ветеринаров-специалистов в селе Туманово, директором школы животноводов в Сычёвке, в 1952—1954 годах был директором Сычёвского зооветеринарного техникума.
В 1954—1958 годах Слабковский был председателем колхоза имени Сталина (впоследствии — «Рассвет»). За это время из отсталого хозяйства колхоз превратился в передовое предприятие в области.
Указом Президиума Верховного Совета СССР от 10 марта 1958 года за «выдающиеся успехи, достигнутые в работе по увеличению производства и сдачи государству сельскохозяйственных продуктов» Иван Слабковский был удостоен высокого звания Героя Социалистического Труда с вручением ордена Ленина и золотой медали «Серп и Молот».
В 1958—1962 годах Слабковский был председателем Сычёвского райисполкома, затем до 1970 года он возглавлял управление сельского хозяйства района. В 1970—1972 годах он руководил Смоленским областным управлением сельского хозяйства, в 1972—1975 годах — был начальником областного производственного объединения совхозов, в 1975—1986 годах — главным государственным инспектором по закупкам и качеству сельскохозяйственной продукции. В мае 1986 года Слабковский вышел на пенсию.
Был делегатом XX съезда КПСС, депутатом сельского, районного, областного Совета народных депутатов.
Проживал в Смоленске. Скончался 15 октября 2007 года, похоронен на Братском кладбище Смоленска.
Был награждён двумя орденами Ленина, орденами Октябрьской Революции и Отечественной войны 2-й степени, а также рядом медалей. Почётный гражданин города Сычёвка (1998).